# Tri Brata
Tri Brata (rus. Три Брата) je skupina od tri stijene na ulazu u Avačinski zaljev, 400 metara zapadno od rta Žukova. Stijene su usmjerene istok-zapad u nizu dugom 200 metara. Tlocrtna površina svake stijene iznosi između 1,500 i 1,600 m2, što rezultira ukupnom površinom od 0.5 ha. Ovi slikoviti obalni tornjevi smatraju se simbolom Petropavlovsk-Kamčatskog.
Lokalna predaja sugerira da se radi o tri brata koji su otišli braniti grad od cunamija i pretvorili se u kamen.

## Vanjske poveznice
|  | Zajednički poslužitelj ima još gradiva o temi Tri Brata |